# 石巻市民球場
石巻市民球場（いしのまきしみんきゅうじょう）は、宮城県石巻市の石巻市総合運動公園内にある野球場。施設は石巻市が所有し、指定管理者制度をとっている。
2001年に開催された新世紀・みやぎ国体では、軟式野球の試合会場となったのをはじめ、開場以来高校野球や社会人野球などアマチュア野球公式戦が行われている。また、不定期ではあるがプロ野球・イースタン・リーグ（二軍）公式戦も開催されている。

## 施設概要
- 両翼：100m、中堅：122m
- 内外野：ロングパイル人工芝
- ブルペン：一、三塁側の屋外に２つずつ
- スコアボード：得点、選手名：カラーLED式
- 照明設備：4基
- 収容人員：10,000人（内野:1,300人、外野:8,700人）

## 交通
- JR石巻駅（仙石線・仙石東北ライン・石巻線）よりミヤコーバス「石巻専修大学行き」で15分「総合運動公園」下車すぐ
- 三陸沿岸道路石巻女川ICより車で5分

## 東日本大震災関連
- 2011年3月11日に起きた東日本大震災により当施設が自衛隊の駐留基地になっており、また市内にある別の石巻野球場（水押球場）は仮設住宅が建設された関係で石巻市内で使用できる野球場がなかったが、アメリカ合衆国とメジャーリーグベースボールの支援による「TOMODACHIプロジェクト」での復旧工事が終わり2013年から再び使用できるようになった。
- この改修竣工を受け、2013年の第95回全国高等学校野球選手権大会の宮城県予選大会の開会式を震災復興のシンボルと位置付けて本球場で行った。平年、開会式は宮城球場（現：楽天生命パーク宮城）で行っており、同球場以外での開会式は初となる。（2012年12月7日・朝日新聞）